# Аполоново светилиште
Аполоново светилиште (храм) поред Зевсовог светилишта или храма у Олимпији било је једно је од два најпознатија светилишта (храма) у античкој Грчкој. Светилиште (temenos) које је имало четвороугаони облик (можда више облик трапеза), и било посвећено богу Аполону, као и остали грчки храмови није имало задатак да у себе приме вернике већ само статуа бога коме је храм посвећен. Верници су били око храма, у ограђеном простору.

## Положај
Аполоново светилиште изграђено је на на стрмој падини планине Парнас, висинске разлике и до 70 m, појачано потпорним зидовима који су носили уређене терасе. Смештено изнад места Делфи (донедавно звано Кастри) испод клисура Федријаде („Светлеће стене”), заједно са плаветнилом Коринтског залива у даљини, изабрано је прекрасно природно окружење за једно светилиште.
Удаљено је око 15 km југозападно од града-лука Кира у Коринтском заливу и 180 km од Атине.
Аполоновом светилишту у Делфима могло се прићи из два правца: морем преко луке Итеа и копном преко Беотије, након проласка кроз светилиште Атине Проније (Pronaia) у Мармарији.
Оно што се већ на први поглед примећује код овог светилишта је изразити контраст између строгог формалног обликовања Аполонове грађевине и осталих објеката који га окружују и одсуству било каквог реда у њиховој просторној диспозицији унутар сакралног комплекса. Наиме у светишту у Делфима грађевине су распоређене на начин који би се готово могао назвати насумичним. Разлог томе је што се светилиште градило постепено, с храмом Аполона као богом заштитника града у средишту, и низом жртвеника, заветних споменика, скулптура и мањих храмова који су подизани током времена.
При том треба имати у виду да Делфи нису избирана за Аполоново светилиште због њихове посебне лепоте или атрактивности, већ пре свега због светих догађаја и митских појава које су се везивале уз ово светилиште.

## Прва археолошка ископавања
Након зланог доба у античком и римском периоду, Делфи су опљачкане, док је његово благо однето, како би украшавало градове његових освајача, међутим, коначни пораз је доживео 385 године нове ере, када је византијиски цар Теодосије, наредио његово укидање (замирање).
Након тога низ векова Делфи су били потпуно заборављени, као и многи антички градови.
Тек у 19. веку јавило се велико занимање француских археолога за Делфе. Прва ископавања у Делфима започела је Лаурент 1838. године, док су обимнија истраживања и ископавања настављена у 1892. години и са прекидима су трајала све до 1939. године.
Међу истраживачима посебно су се истакли „ђаци” француске археолошке школе у Атини: J. Bousquet, P. Amandry и други.
У Делфима не постоји никакав траг о урбанистичким изменама или рушењима од првих археолошких открића. У овом, као и у другим светилиштима додавани су нови археолошки локалитети али се, или није никад дирало у њихову аутентичност, или се поправљало и верно реконтруисало оно што би време, немарност или природне непогоде оштетиле.
Након ископавања ризница Атињана је рестаурирана 1905. године а 1939. и 1950. делимично и Аполонов храм.

## Историја

### Краћа историја Делфа
Делфи се као село јављају већ у рано бронзано доба, упоредо са насељима као што су Тиринт, Микена, Орхоменос (Беотија) и друга. Врло рано постали су место култа. Било је то у касномикенском периоду, које је припадало божанствима Геји и Посејдону.
Грци су Делфе сматрали не само средиштем Хеладе него и света. Као светилиште и средиште Аполоновог култа у антици, прихвата се од 8. века п. н . е. Оно је пронело славу Делфа по читавом античком свету, јер се са њим није могло мерити ни једно друго пророчиште, па ни оно Зевсово у Додони у Епиру, нити оно у Дидими у Малој Азији.

### Митска историја пророчишта
За разумевање улоге пророчишта у античкој Грчкој, треба се укратко упозанти са митом, на коме се заснива његова друга, важнија историја.
| „ | Након дугог лутања, прогоњена Лета налази спас на Делосу, острву које је до тада слободно пловило морем. Чим је Лета додирнула острво, Зевс учини да из мора изроне две стене; једна је спречила Питона да је даље прогања, а друга је причврстила Делос за морско дно. На том острву, на гори Кинт, између стабла маслине и палме, Лета је родила Аполона. Од тог тренутка на Делосу више нико није смео да буде рођен, нити је смео да умре, јер се његово тло сматрало светим. Труднице, болеснике и старце превозили су до оближње Ортигије. На Делосу ће бити основано друго по важности Аполоново светилиште. Аполон одмах креће против Питона како би осветио патње своје мајке. Сустиже га у дубоком кањону подно Парнаса, на самом рубу светог понора, и ту га убија стрелом. На том месту Аполон оснива своје пророчиште где ће кроз уста Питија изрицати вољу свога оца Зевса. | ” |

### Историја Делфског пророчишта
Делфско пророчиште постојало је и пре Аполона. Наиме на месту данашњег Атининог светилишта археолошким истраживањем пронађене су глинене фигурице са уздигнутим рукама или у седећем положају на троношцу, које потичу из времена око 1400. године п. н. е. Више векова потом пророчиште је стагнирало, а онда је на његовом простору настало „ново доба”. Иако су пронађени само остаци кућа, а не и светилишта (према Паусанију, први Аполонов храм био је начињен од грана ловора, други од пчелињег воска, а трећи од бронзе. На том простору ископано је мноштво заветних дарова израђених од бронзе, што указује не само она постојањуе светилишта, у том историјском периоду, већ и да је оно било знаменито.
Аполоново пророчиште свој успон започело је у 8. и 7. веку п. н. е. када су Делфи постали религијско средиште грчког света. У 7. веку п. н. е. главним божанствима Делфа, Аполону и Атини, изграђени су храмови у дорском стилу. Једини остаци ових храмова, али само као грађевински материјал, пронађени су у каснијим грађевинама у којима су били искоришћени за њихову градњу.
Како је стари Аполонов храм у Делфима (који су према предању подигли архитекти Агамед и Трофоније, изгорео у пожару 548. године у пожару, онај с краја 6. века у пожару уништио је 373. године п. н. е. снажан земљотрес, тако да су Делфи били готово из темеља обновљени.
Пад моћи и славе Делфа почео је за време Римска владавина у Грчкој. Након што су његово уметничко благо опљачкали Нерон и Сула, цар Теодосије својом одредбом да се сви храмови затворе, а игре забране, означио је 392. годину као годину коначног краја пророчишта.

## Опис светилишта
Аполоново светилиште (храм) је грађевина четвороугаоног облика (или можда више облика трапеза), димензија 195 х 135 m, ограђено зидом са по неколико улаза са источне и западне стране. На југоисточној страни налази се главни улаз до којега се долази преко римске агоре (са северне стране био је подигнут трем са јонским стубовима). Од тога улаза водио је поплочани „Свети пут” (Via sacra) док су се са леве и десне стране стрмих падина пута наилазе и делови слободно компонованих грађевина (ризница) и других скулптуралних и светих споменика.
Светилиште (храм) је по типу хексастилниог периптероса, јер је на предњој страни имало шест стубова (heksastilos). Састојао се од три главне просторије:
- Предворја (пронаоса).
- Централне арене (naós — у ужем смислу, лат. cella)). Унутар централне арене налазила се чекаоница и простор у ком су изрицана пророчанства.
- Задње просторије за чување жртвених дарова и драгоцености (opisthódomos).

На прочељу храма било је написано седам славних изрека, које је, према легенди, саставило седам грчких мудраца. Најпознатије изреке су ове две:
- Gnothi seautón — Спознај самога себе!
- Meden ágan — Ничега превише!.

У предворју храма налази се заветни дар у облику слова „Е”. Значење овог загонетног дара изазива бројне расправе у научној јавности.
У самом храму налазио се омфалос - „пупак света”, овални камен обмотан змијама.
| „ | За Грке Делфи су били средиште света јер, према миту, Зевс са две крајње тачке света пустио два орла да лете један према другом и они су се сусрели у Делфима. Та тачка је означена као омфалос. Доћи у Делфе за античког Грка значило је доћи у средиште света. | ” |

### Заветни дарови
Веровање Грка, да све добро долази од богова, родило је осећање дужности, да им се у свему, што човек има, да део; па тако су се по светиштима гомилали свакакви заветни дарови, почев од дела најплеменитије уметности па до најједноставнијих, често сиромашних предмета. На најпризнатијим богослужни местима, као што су то били Делфи било их је толико, да их храм није могао обухватити, па су стога поједине државе за њих градиле посебне ризнице.
У светилишту је било постављено много кипова. Према Плинију Старијем, након
Неронове и других пљачки остало још око три хиљаде кипова, тако да је тешко замислити како је изгледао простор светишта у пуном сјају.
Са десне стране од главног улаза, са десне стране „Светог пута” на четвероугаоној бази у античко доба стајали су: Коркирски бронзани бик, дело Треопопа из Егине, који су даровали становници Коркире (Крфа) око 480. године п. н. е. То су учинили стога што је један бик на обали њихова острва на чудан начин својим рикањем привукао мноштво туна. Након савета у Делфима, жртвовали су бика Посејдону, после чега је улов рибе био велик. Пре тога тешко су долазили до улова туна. Заветни дар Коркирана у Делфима износио је на десетине њихових улова.
Заветни дар Архађана налазио се нешто даље на истој страни, на издуженом постољу које је носило девет бронзаних кипова, подигнут поводом њиховог упада са Епаминидом 370/369. године п. н. е. у земљу Лакедемоњана. Кипови су приказивали Аполона, Нику, Аркада (по којом је покрајина добила име) са синовима и друге. На вајању кипова радило је више уметника.
Спартански споменик стајао је леве стране улаза. Сачувала се дугачка база тог споменика који се састојао од 37 бронзаних кипова, које је израдило девет Пелопонеских уметника. Споменик је био заветни дар Лакедемоњана а настао је од освојеног плена након победе над Атињанима у бици код Егоспотама 404. године п. н. е. Међу приказаним киповима налазили су се богови и хероји: Зевс, Аполон, Артемида, Посејдон и Диоскури. Уз њих је био и командант Лисандар, најзаслужнији за ту поморску победу, коме је бог мора Посејдон стављао венац на главу. Неки кипови представљали су друге спартанске војсковође, Лисандрове помоћнике. Бронзани коњ био је постављен покрај спартанског споменика, лево према оградном зиду. Израђен је по узору на дрвеног тројанског коња. Дар је Аргиваца богу Аполону, од плена добијеног приликом њиховог упада 414. године п. н. е. на подручје Тиреје.
Рад је вајара Антифанове из Аргоса.
Заветни дар Атињана налази се у продужетку спартанског споменика где је откривено постоље са натписом који наводи да су Атињани подигли споменик, 16 кипова од десетине добијеног плена после Маратонске битке. Осим њих, били су постављени краљеви и хероји који су дали (по наређењу пророчиштва) имена атинским филама: Ерехтеја, Кекропс, Пандион, Егеј, Акамант и други.
Посије су биле представљене киповима Антигона, Деметрија (његовог сина) и Птоломеја. Израда тога заветног дара приписује се славном Фидију. Атињани су га поставили у Делфима вероватно у доба Кимона, када је Милтијадов част била рехабилитована. Ова споменичка група била је понос свих Грка, посебно Атињана, због победе над азијским освајачима.
Споменик седморице против Тебе је нешто западније од бронзаног коња Аргиваца, који се састојао од групе кипова седморице митских јунака, аргивских вођа, који су ишли са војском у поход на Тебу. Била су приказана и Амфијарајева кола са возачем Партенопејом. Споменик је дело више аутора. Настало је као део плена из битке код Еноје, коју су водили Аргивци са Лакедемоњанима на аргивско-лаконској граници 460. године п. н. е.
Епигони су били трећи споменик Аргиваца, који је био подигнут на полукружној бази са леве стране пута. Приказивао је епигоне, односно синове седморице погинулих на Теби. Поход епигона на Тебу требало је да освети смрт њихових очева. Он је успешно завршио и Теба је била освојена и разорена. Страдао је само један вођа, Егијалеј, син Адрастов, док је у првом походу једино преживео вођа Адраста. И тај је дар настао од плена из битке код Еноје.
Аргоски хероји и краљеви, у другој полукрузној бази (ниши) на супротној страни чине 10 бронзаних кипова аргивских краљева и хероја са најмоћнијим краљем Аргоса, Данајем, његовом најмлађом ћерке
Хепрмнестром и њеним мужем Линкејом, уз друге ликове који су са Тебанцима учествовали
Године 369. п. н. е. у оснивању града Месение. Подигнутим киповима Аргивци су хтели истакнути снажну везу градова Аргоса и Тебе. То је дело вајара Антифана.
Заветни дар Таретинаца, који се налази иза полукружне нише са леве стране пута н издуженој каменој основи носио је бронзане коње Таретинаца и ухапшених жена Месапијаца, њихових варварских суседа. У знак победе над својим суседима, Таретинци су поставили тај заветни дар.